# فرانك مارتن
فرانك مارتن بالإنجليزية Frank Martin (و. 15 سبتمبر 1890 – ت. 21 نوفمبر 1974) مؤلف موسيقي سويسري.

## حياته
كانت الثقافة السويسرية دائما معبر بين العوالم الجرمانية واللاتينية، وهو موقف مجسد في شخص وموسيقى فرانك مارتن، الذي ولد في أسرة مقيمة بجنيف من أصل بروتستانتي فرنسي لكن يميل أكثر نحو التناول الألماني للفن. بدأ مارتن التأليف من سن الثامنة (كان عمل «آلام المسيح وفقا لإنجيل متى» لباخ مصدر إلهام مبكر له)، وتعلم الهارموني والكونترابنط لكن لم يحصل على أي تدريب رسمي على مستوى الكونسرفتوار. في الواقع بدأ التعليم لكنه لم يكمل قط، حيث درس كورس في الحساب والفيزياء. أول الأمر كان أكثر اهتماما بنظرية الموسيقى والتعليم أكثر من التأليف (أصبح مدرسا شهيرا ومحاضرا)، كانت الأعمال المنسية بشكل أو آخر الآن من العشرينات مأخوذة من الأساس النظري المفرط لها – الاستثناء «قداس للجوقة المزدوجة» الملحوظ سنة 1926. خلال الثلاثينات نال عمله بتركيز أكبر مع تطور لغة شخصية به ربما واحدة اعتمدت على جوانب متنوعة من الحداثة تشمل «تسلسل» شونبرج والكلاسيكية المجددة لسترافنسكي. كان مارتن في الأساس محترف، رغم التماثل مع الصنع الدقيق بعيد المدى، يوجد جودة دقيقة باسنجام ومرتبة مع معظم أعماله.
ترجع أشهر أعماله الأوركسترالية لفترة الأربعينات، خاصة «السيمفونية الصغيرة في قالب كونشرتو» التي تتميز بالطابع الكلاسيكي المتجدد و«كونشرتو لسبع آلات نفخ». لكن اختيار مارتن لكلمات أعماله هو ما يميزه: فاختياره للنصوص الصوفية عادة يكون ذاتي ومبتكر، وألحانه تتميز بالإخلاص واحترام الكلمات الذي يذكرنا ببنجامين بريتن. هذه تشمل أعمال الأوراتوريو Le vin herbé وIn Terra Pax و«الكورنيت» وSechs Monologe aus Jedermann. كتب مارتن لاحقا مجموعة أوبرات: «العاصفة» مأخوذة عن مسرحية شكسبير وMonsieur de Pourceaugnac المأخوذة عن مسرحية لموليير، وثمة عدد كبير من أعمال موسيقى الحجرة وأعمال غنائية منتشرة عبر مشواره الفني إضافة إلى سلسلة حفلات. فقط جزء صغير من إنتاجه يعرض بانتظام خارج سويسرا لكن عدد متزايد منها متاح الآن على الاسطوانات.

## أشهر أعماله

### الأعمال الأوركسترالية
السيمفونية في قالب كونشرتو الصغيرة، بلا جدل رائعة مارتن، كتبها بتكليف من بول ساشر المايسترو ومتعهد الحفلات المقيم في بازل الذي طلب من مارتن كتابة عمل يجمع بين كل الوتريات المعروفة – الهارب والهاربسكورد والبيانو والأوركسترا الوتري. مارتن كتب مقطوعة استخدم فيها نموذج الكونشرتو جروسو الذي ينتمي إلى القرن الثامن عشر، لكنه عكس أولويات هذا القالب بتقديم أهمية الهارب والهاربسكورد، وهي الأجزاء التي ترتبط تقليديا بالدور المصاحب. استخدام مارتن لهذا الجمع الفريد للآلات مصمم بشدة ومثل الكثير من أعماله المبنية على ألحان تستخدم كل ال12 نغمة في السلم الكروماتي، لكنها ارتدت رداء أسلوب هارموني يجعل الموسيقى تبدو شبه مقامية.
أكثر أعمال مارتن الأوركسترالية الأخرى إرباكا "كونشرتو لسبع آلات نفخ”) وهي مقطوعة جذابة منكهة بالإشارات الموسيقية – محاولة لفالس يشبه موسيقى رافيل في الحركة الأولى وإشارات إلى سيمفونية الساعة لهايدن في الخطوة المنتظمة للحركة البطيئة.

### ستة منولوجات من مسرحية إفريمان
هذه مجموعة أغاني مقتبسة من مسرحية أفريمان لهوجو فون هوفمنستول (وهو كاتب ليبريتو أعمال ريتشارد شتراوس) بدورها تعتمد على مسرحية العصور الوسطى الإنجليزية "إفريمان". موضوعها هو القوة المدمرة للثراء الفاحش. لا حاجة لمعرفة المسرحية، وفي الواقع إسقاط السامع مباشرة في تلك المنولوجات المتصلة بلا سياق يزيد من الشعور بالأساطير والغموض. المزاج السائد للقلق الشديد يخلقه كتابة أوركسترالية قوية تحمل شعورا مميزا. حقا بالمعنى المتداخل للرعب الفظيع الذي واجهه الشخص الوحيد الضائع أخلاقيا يحمل العمل قرابة عاطفية قوية مع عمل بيلا بارتوك “قلعة ذي اللحية الزرقاء"، رغم أنه مدون بشكل أخف. بالنسبة لباريتون درامي هو ضمن أكثر مجموعة أغاني حديثة جيدة، وهي حقيقة لم تغب عن ديتريش فيشر ديسكاو الذي سجلها على الأقل مرتين.

### قداس لجوقة مزدوجة
القداس يستخدم أسلوب آكابيلا أكمل عام 1926 لكنه لم يعرض حتى عام 1963 – من الواضح أن مارتن اعتبره تقدمة شخصية إلى الله. ويعد هذا العمل أحد أعظم الأعمال الدينية في القرن العشرين، له جذور عميقة في تقاليد الموسيقى المسيحية المبكرة (الفقرات التي تشبه الترانيم هي سمة أساسية للعمل) لكن مع حداثته الواضحة – فوق كل شيء المقامية غير الدقيقة – ثمة شيء يشبه موسيقى آرفو بارت في البساطة المذهلة للكرياليسون الافتتاحي، حيث يمر الخط في الألتو ذهابا وإيابا بين الأصوات، يبني ويتداخل بفصاحة استجدائية. حساسية مارتن تجاه الكلمات تظهر في كل مكان، لكن المؤثر هو طريق تطبيقه لعدة أدوات – تكرار يشبه الترتيل، الفقرات المليسيما، الكتابة الرثائية – وينجح في حياكة كل شيء معا في كيان كامل موحد. أوضح كتابة تحدث في الجلوريا (المجد لله) والكريدو لكن العمل ينتهي بحالة من السكون والسلام في الأجنوس دي.

## وصلات خارجية
- فرانك مارتن على موقع الموسوعة البريطانية (الإنجليزية)
- فرانك مارتن على موقع مونزينجر (الألمانية)
- فرانك مارتن على موقع ميوزك برينز (الإنجليزية)
- فرانك مارتن على موقع أول ميوزيك (الإنجليزية)
- فرانك مارتن على موقع ديسكوغز (الإنجليزية)

1. ↑  Suzanne Kathari; Natalie Riliet (30 Oct 2009). Histoire et Guide des cimetières genevois (بالفرنسية). Genève: Éditions Slatkine. p. 502. ISBN:978-2-8321-0372-2. OL:25023922M. QID:Q110257565.
2. ↑  B.R.A.H.M.S. (بالفرنسية), ISSN:2557-8928, QID:Q54074647
3. 1 2 3 4  The Rough Guide to Classical Music by Joe Staines